# Sairme
Sairme (Georgisch: საირმე) is een balneologisch en klimatologisch kuuroord in het zuidwesten van Georgië in de gemeente Baghdati van de regio Imereti. Sairme ligt op een hoogte van ongeveer 900-950 meter boven zeeniveau aan de rivier Bostania in het Meschetigebergte en is sinds de jaren 1930 een kuuroord van Sovjet-allure met heelkundige minerale waterbronnen. Het kuuroord ligt ongeveer 25 kilometer ten zuiden van het gemeentelijk centrum Baghdati en 50 kilometer ten zuiden van regiohoofdstad Koetaisi.

## Toponiem
Sairme betekent in het Georgisch een plek waar herten samenkomen. Volgens de legende is de naam aan deze plek gegeven toen jagers het spoor volgden van een gewond hert die zich wilde helen bij de warme bronnen. Over de roestbruine rotsen met witte aanslag vloeide zout water. Het embleem van het kuuroord symboliseert dan ook zowel een hertenkop als een boom.

## Geschiedenis
Het minerale water Sairme werd in de 19e eeuw door lokale jagers ontdekt. In de jaren 1920 werd door geologen een verklaring gevonden waarom enkele kilometers verderop de sneeuw nooit bleef liggen en na regen de grond snel droogde. Dit kwam door de aanwezigheid van warmwaterbronnen. In de jaren dertig van de 20e eeuw werd Sairme vervolgens ontwikkeld als kuuroord en werden de eerste sanatoria gebouwd in een breder Sovjet-programma van ontwikkeling van Georgische kuuroorden.
Ook aan de bereikbaarheid van Sairme, dat diep in het Meschetigebergte ligt, werd gewerkt. De weg Baghdati - Sairme - berg Didmaghali werd begin jaren 1940 voltooid. Hiermee kwam een doorgaande verbinding door het Meschetigebergte tot stand over de 2182 meter hoge Zekaripas naar kuuroord Abastoemani en de stad Achaltsiche, een nationale hoofdroute. In 1944 werd begonnen met het winnen van mineraalwater dat gebotteld zijn weg vond door de gehele Sovjet-Unie.
Het kuuroord raakte in de jaren 1990 in verval als gevolg van het uiteenvallen van de Sovjet-Unie en de daaropvolgende economische en politieke wanorde in de nieuwe Georgische republiek. Vanaf 2011 begon een renovatie van het kuuroord en in 2013 werd het eerste deel opgeleverd. Sinds 2021 is het kuuroord lid van de Europese Spa Associatie (ESPA), en won het een internationale prijs. Zelf claimt het grootste kuuroord in Europa en de Kaukasus te zijn, met een gebied van 60 hectare, zes verschillende helende bronnen en 64 ziektes die er behandeld kunnen worden.

## Heelkundige werking
Het mineraalwater is geschikt voor de behandeling van aandoeningen aan de lever, het maag-darmkanaal, de nieren, galblaas, en blaasontsteking. Het verhoogt tevens de immuunafweer van het lichaam en helpt bij stofwisselingsstoornissen zoals diabetes, jicht en obesitas.

## Vervoer
De regionaal belangrijke nationale route Sh14 loopt door Sairme en verbindt Koetaisi via Baghdati en kuuroord Abastoemani over de 2182 meter hoge Zekaripas verbindt met Achaltsiche. De weg werd in de jaren 1940 aangelegd en was in de late Sovjetjaren als A307 een van de tien belangrijkste wegen in de Georgische SSR.